# Wikipédia en iakoute
Wikipédia en iakoute (en iakoute : Сахалыы Бикипиэдьийэ, Sahalyy Bikipieçje) est l’édition de Wikipédia en iakoute (ou sakha), langue turcique sibérienne parlée dans la république de Sakha en Russie. L'édition est lancée en 26 mai 2008,,,,. Son code est : sah.
Au 20 mars 2025, l'édition en iakoute contient 17 411 articles et compte 26 724 contributeurs, dont 38 contributeurs actifs et 4 administrateurs.

## Présentation

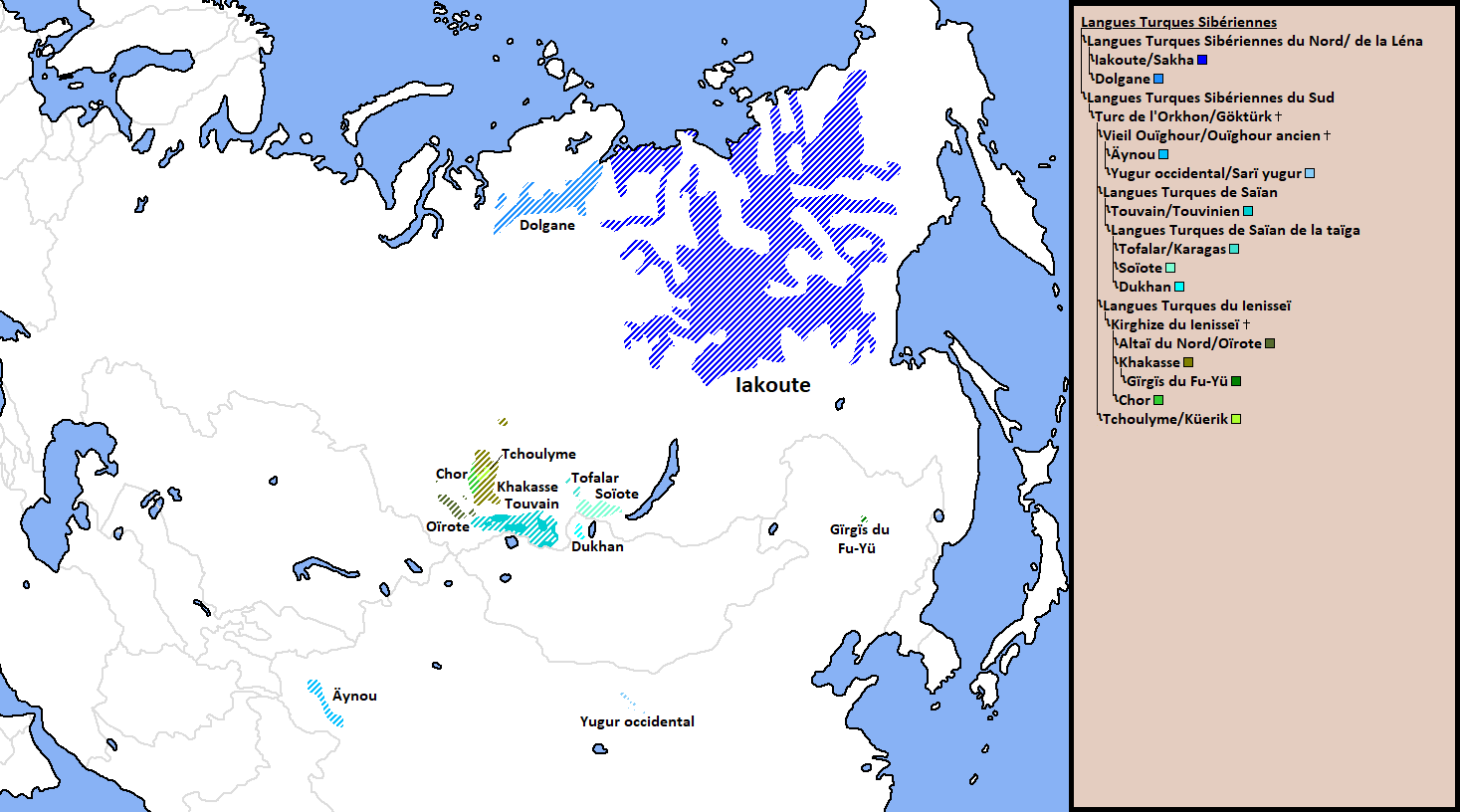
Aire de diffusion du iakoute au sein des langues turciques sibériennes.

## Statistiques
- Le 5 mars 2015, l'édition en iakoute compte 10 766 articles et 9 766 utilisateurs enregistrés[6], ce qui en fait la 124e[7] édition linguistique de Wikipédia par le nombre d'articles et la 150e[8] par le nombre d'utilisateurs enregistrés, parmi les 287 éditions linguistiques actives.
- Le 5 octobre 2022, elle contient 15 071 articles et compte 22 423 contributeurs, dont 44 contributeurs actifs et 3 administrateurs.
- Le 22 septembre 2024, elle contient 17 114 articles et compte 26 041 contributeurs, dont 47 contributeurs actifs et 4 administrateurs.